# Xã Norfolk, Quận Renville, Minnesota
Xã Norfolk (tiếng Anh: Norfolk Township) là một xã thuộc quận Renville, tiểu bang Minnesota, Hoa Kỳ. Dân số của xã này là 207 người ở thời điểm khảo sát dân số năm 2000.

## Lịch sử
Xã Norfolk từng có tên là xã Houlton, sau đó nó được đặt tên mới vào năm 1869. Nó lại được đặt tên lại thành xã Marschner vào năm 1871. Cuối cùng nó lấy tên Norfolk vào năm 1874 và giữ cái tên đó cho đến thời điểm hiện tại.

## Địa lí
Theo Cục Thống kê Dân số Hoa Kỳ, xã Norfork có tổng diện tích vào khoảng 92,5 km².

## Nhân khẩu
Theo cuộc điều tra dân số năm 2000, có 207 người, 75 căn hộ và 57 gia đình cư trú trong xã. Mật độ dân số ở thời điểm đó vào khoảng 2,2 người/km².